# Aeroporto Internacional de Ushuaia - Malvinas Argentinas
O Aeroporto Internacional Ushuaia – Malvinas Argentinas (IATA: USH, ICAO: SAWH) é o aeroporto que serve a cidade de Ushuaia, província de Terra do Fogo, no extremo sul da Argentina. Está localizado a 4km do centro da cidade.
Esse pequeno aeroporto internacional é um projeto do arquiteto uruguaio Carlos Ott foi inaugurado em 27 de Novembro de 1995 substituindo um antigo que hoje é sede do Aeroclub Ushuaia. Seu terminal de passageiros tem uma área de 5,500 m². O aeroporto está apto a receber grandes aeronaves como os Boeing 747 e já recebeu o Concorde. É o aeroporto internacional mais ao sul do mundo utilizado constantemente como porta de entrada para passageiros em cruzeiros para a Antartica.

## Companhias Aéreas e Destinos

### Terminal A
| Companhias            | Destinos |
| --------------------- | --- |
| Aerolíneas Argentinas | Buenos Aires, El Calafate, Río Gallegos, Trelew                                                                                |
| Aerovías DAP          | Punta Arenas (Charter) |
| LADE                  | Comodoro Rivadavia, El Calafate, Puerto Deseado, Puerto San Julián, Puerto Santa Cruz, Río Gallegos, Rio Grande, Puerto Madryn |
| LAN Airlines          | Punta Arenas, Santiago |
| LAN Argentina         | Buenos Aires, El Calafate |